# Samsung Fire & Marine Insurance
Samsung Fire & Marine Insurance — южнокорейская страховая компания, в основном специализируется на страховании имущества, также предоставляет другие страховые и финансовые услуги. Крупнейшими акционерами являются компании группы Самсунг и члены её высшего руководства.
Компания была основана 26 января 1952 года под названием Anbo Fire & Marine Insurance. В 1958 году вошла в состав чеболя Самсунг. В 1975 году провела размещение своих акций на Корейской фондовой бирже. В 1978 году было открыто представительство в Лондоне, а в 1985 году в Нью-Йорке (в 1990 году оно получило статус отделения). С 1983 года компания начала заниматься автострахованием, вскоре став лидером корейского рынка. В 1993 году название компании было изменено на Samsung Fire & Marine Insurance. В 1994 году открыто представительство в Токио, а в следующем году — в Пекине. В 1997 году была основана дочерняя компания в Индонезии, а в 2005 году — в КНР.
В списке крупнейших публичных компаний мира Forbes Global 2000 за 2021 год компания заняла 728-е место (556-е по размеру выручки, 997-е по чистой прибыли, 438-е по активам).
Из 23,6 трлн южнокорейских вон выручки за 2020 год 21,3 трлн составили страховые премии, 2,02 трлн — инвестиционный доход. На страховые выплаты пришлось 17,2 трлн вон расходов. Активы на конец года составили 92,6 трлн, из них 75,4 трлн пришлось на инвестиции (60 % в облигации). Сфера деятельности компании включает страхование морских перевозок, от пожаров, автострахование и другие виды страхования имущества, а также ответственности и от несчастных случаев. Кроме этого компания выдаёт кредиты (в основном ипотечные), оказывает депозитарные услуги, управляет трастовыми фондами, производит операции с ценными бумагами и недвижимостью. Основным регионом деятельности является Республика Корея, также работает в Индонезии, КНР, Бразилии и других странах.